# Nekimi
Nekimi (auch Nekemi) ist ein Ort im Winnebago County, Wisconsin in den Vereinigten Staaten. Das U.S. Census Bureau ermittelte bei der Volkszählung 2020 eine Einwohnerzahl von 1337.
Auf dem Gemeindegebiet liegen die gemeindefreien Gebiete Fitzgerald und Ring sowie Teile des Veranstaltungsgeländes des EAA AirVenture Oshkosh.

## Geographie
Laut des United States Census Bureau hat der Ort eine Gesamtfläche von 76,6 km², wovon 74,4 km² Land- und 0,3 km² Wasserfläche sind.

## Demographie
Im Jahr 2000 lebten 416 Familien in 526 Haushalten mit insgesamt 1419 Menschen in Nekimi. Die Bevölkerungsdichte lag bei 18,9 pro km². Die Stadt zählte 540 Wohngebäude mit einer durchschnittlichen Dichte von 7,2 pro km². Die Verteilung der Ethnien betrug 98,38 % Weiße, 0,07 % Afroamerikaner, 0,28 % Indigene Amerikaner und 0,07 % Pazifische Insulaner sowie 1,2 % Hispanics und Latinos. Es existierten 526 Haushalte, in denen in 34,8 % Kinder unter 18 Jahren lebten. 70,2 % der Familien waren verheiratete Paare und 4 % alleinerziehende Frauen. 31,3 % der Haushalte waren keine Familien. 16,2 % waren alleinstehend. Die durchschnittliche Größe eine Haushalts betrug 2,68, die einer Familie 3,02.
Die Altersverteilung im Ort lag bei 24,3 % unter 18 Jahren, 7 % zwischen 18 und 24 Jahren, 28,8 % von 25 bis 44, 28,8 % zwischen 45 und 64 Jahren und 11,1 % mit 65 Jahren und älter. Das mittlere Alter lag bei 40 Jahren. Auf 100 Frauen kamen 104,8 Männer und auf 100 Frauen älter als 18 Jahre kamen 106,9 Männer.
Das mittlere Einkommen eines Haushalts lag bei 50547 US-Dollar und das mittlere Einkommen einer Familie 55714 US-Dollar. Männer hatten ein mittleres Einkommen von 35116 US-Dollar, Frauen 23438 US-Dollar. Das durchschnittliche Pro-Kopf-Einkommen lag bei 20355 US-Dollar. Cira 2,8 % der Familien und 3,5 % der Bevölkerung lag unterhalb der Armutsgrenze.